# Altenbau
Altenbau ist eine Ortslage in der bergischen Großstadt Solingen.

## Lage und Beschreibung
Altenbau befindet sich im östlichen Bereich des Stadtbezirks Solingen-Mitte an den zur Wupper abfallenden Hängen östlich von Kannenhof. Der Ort liegt an der Straße Altenbau, einer Fortsetzung der Wupperstraße, die Solingen mit dem Ort Papiermühle verbindet. Auf einem Höhenzug nördlich von Altenbau befindet sich die Großwohnsiedlung an der Hasseldelle. Bei Altenbau befindet sich zudem die Mündung des Klauberger Bachs in den Papiermühler Bach, der in einem kleinen Bachtal dem Straßenverlauf des Soterwegs in Richtung Papiermühle folgt.
Benachbarte Orte sind bzw. waren (von Nord nach West): Im Klauberg, Hasseldelle, Sturmsloch, Papiermühle, Theegarten, Meigen, Städtgesmühle, Kannenhof, Klauberg, Potshaus und Erbenhäuschen.

## Etymologie
Der Ortsname setzt sich wahrscheinlich aus dem Familiennamen Alt oder Alte und dem Wort Bau zusammen, mit dem ein Fabrikbau gemeint ist. Brangs gibt an, der Volksmund überliefere, dass sich an dieser Stelle einst ein Bergbau befunden hat.

## Geschichte
Altenbau entstand an dem seit dem 14. Jahrhundert nachweisbaren Fahrweg von Papiermühle nach Solingen, der seit 1684 als Papiermühlenstraß(e) benannt war.:2 Altenbau selbst ist seit um das Jahr 1800 nachweisbar. Die Topographische Aufnahme der Rheinlande von 1824 verzeichnet den Ort noch nicht, die Preußische Uraufnahme von 1844 bezeichnet den Ort unbenannt. In der Topographischen Karte des Regierungsbezirks Düsseldorf von 1871 ist der Ort nicht verzeichnet. Er erscheint in der Preußischen Neuaufnahme von 1893 als Altenbau benannt.
Altenbau gehörte nach Gründung der Mairien und späteren Bürgermeistereien zur Bürgermeisterei Dorp, die im Jahre 1856 das Stadtrecht erhielt. Die Bürgermeisterei beziehungsweise Stadt Dorp wurde nach Beschluss der Dorper Stadtverordneten zum 1. Januar 1889 mit der Stadt Solingen vereinigt. Damit wurde Altenbau ein Ortsteil Solingens.
Auf den amtlichen Stadtplänen ist ab 1929 bis 1975 südwestlich von Altenbau ein kleiner Steinbruch verzeichnet (Lage).